# Pieter Both

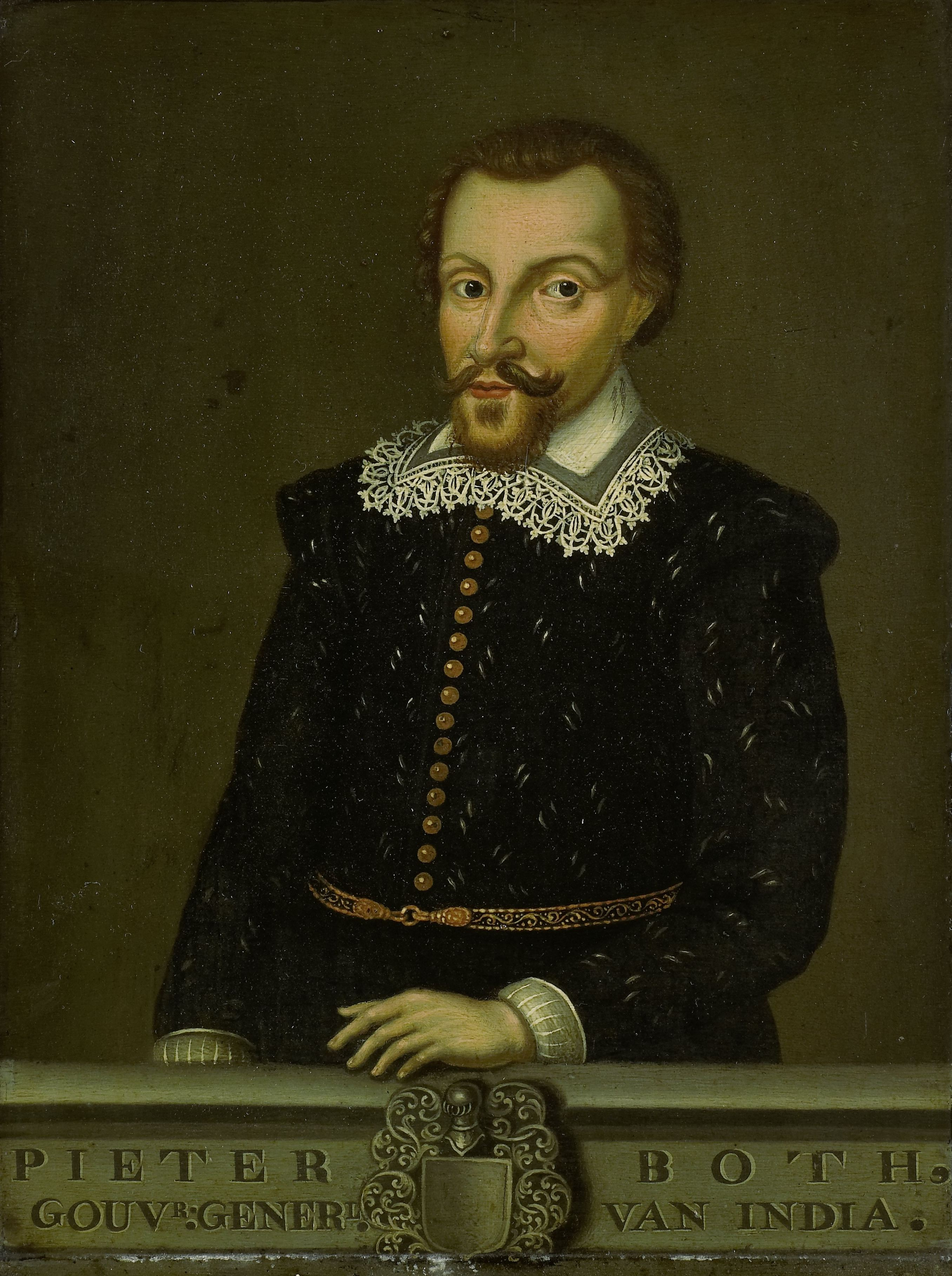
Pieter Both

Pieter Both (* 1568 in Amersfoort; † 6. März 1615 auf Mauritius) war der erste Generalgouverneur von Niederländisch-Indien.

## Wirken
Über seine frühen Lebensjahre ist nichts bekannt. Ab 1598 war Both Admiral in der Brabant Company. Im gleichen Jahr segelte er mit vier Schiffen zu den Ostindischen Inseln. Als die neugegründete Niederländische Ostindien-Kompanie eine Regierung für die Ostindischen Inseln aufstellte, wurde Pieter Both erster Generalgouverneur. Er hatte diese Position vom 19. Dezember 1610 bis zum 6. November 1614 inne. Während dieser Zeit schloss er Verträge mit den Molukken und eroberte Timor. Sein Nachfolger wurde Gerard Reynst. Both verließ die Insel mit vier Schiffen, zwei davon sanken am 6. März 1615 in der Nähe von Mauritius, und Pieter Both ertrank.
Nach ihm ist der zweithöchste Berg von Mauritius Pieter Both benannt, ebenso ein Airbus A350-900 der Air Mauritius.